# Greene County (Virginia)
Greene County ist ein County im Bundesstaat Virginia der Vereinigten Staaten. Bei der Volkszählung im Jahr 2020 hatte das County 20.552 Einwohner und eine Bevölkerungsdichte von 50,6 Einwohner pro Quadratkilometer. Der Verwaltungssitz (County Seat) ist Stanardsville. Das County gehört zu den Dry Countys, was bedeutet, dass der Verkauf von Alkohol eingeschränkt oder verboten ist.

## Geographie
Greene County liegt im mittleren Norden von Virginia und hat eine Fläche von 407 Quadratkilometern, wovon ein Quadratkilometer Wasserfläche ist. Es grenzt im Uhrzeigersinn an folgende Countys: Madison County, Orange County, Albemarle County, Rockingham County und Page County.

## Geschichte
Gebildet wurde es 1838 aus Teilen des Orange County. Benannt wurde es nach Nathanael Greene, einem Helden im Amerikanischen Unabhängigkeitskrieg.

## Demografische Daten
Nach der Volkszählung im Jahr 2000 lebten im Greene County 15.244 Menschen in 5574 Haushalten und 4291 Familien. Die Bevölkerungsdichte betrug 38 Einwohner pro Quadratkilometer. Ethnisch betrachtet setzte sich die Bevölkerung zusammen aus 90,99 Prozent Weißen, 6,45 Prozent Afroamerikanern, 0,19 Prozent amerikanischen Ureinwohnern, 0,45 Prozent Asiaten, 0,03 Prozent Bewohnern aus dem pazifischen Inselraum und 0,64 Prozent aus anderen ethnischen Gruppen; 1,25 Prozent stammten von zwei oder mehr Ethnien ab. 1,32 Prozent der Bevölkerung waren spanischer oder lateinamerikanischer Abstammung.
Von den 5574 Haushalten hatten 38,3 Prozent Kinder und Jugendliche unter 18 Jahre, die bei ihnen lebten. 61,9 Prozent waren verheiratete, zusammenlebende Paare, 10,4 Prozent waren allein erziehende Mütter, 23,0 Prozent waren keine Familien, 18,0 Prozent waren Singlehaushalte und in 5,3 Prozent lebten Menschen im Alter von 65 Jahren oder darüber. Die Durchschnittshaushaltsgröße betrug 2,71 und die durchschnittliche Familiengröße lag bei 3,07 Personen.
Auf das gesamte County bezogen setzte sich die Bevölkerung zusammen aus 27,4 Prozent Einwohnern unter 18 Jahren, 6,7 Prozent zwischen 18 und 24 Jahren, 33,2 Prozent zwischen 25 und 44 Jahren, 23,0 Prozent zwischen 45 und 64 Jahren und 9,7 Prozent waren 65 Jahre alt oder darüber. Das Durchschnittsalter betrug 36 Jahre. Auf 100 weibliche Personen kamen 98,4 männliche Personen. Auf 100 Frauen im Alter von 18 Jahren oder darüber kamen statistisch 94,7 Männer.

Das jährliche Durchschnittseinkommen eines Haushalts betrug 45.931 USD, das Durchschnittseinkommen der Familien betrug 48.548 USD. Männer hatten ein Durchschnittseinkommen von 32.020 USD, Frauen 26.864 USD. Das Prokopfeinkommen betrug 19.478 USD. 4,8 Prozent der Familien und 6,6 Prozent der Bevölkerung lebten unterhalb der Armutsgrenze. Davon waren 7,7 Prozent Kinder oder Jugendliche unter 18 Jahre und 7,1 Prozent waren Menschen über 65 Jahre.

Alterspyramide des Greene County

## Gemeindegliederung
| Towns 1. Stanardsville (367)                  | Towns 1. Stanardsville (367)      | Census-designated places (CDP) 1. Ruckersville (1.141) 2. Twin Lakes (Virginia) (1.647) | Census-designated places (CDP) 1. Ruckersville (1.141) 2. Twin Lakes (Virginia) (1.647) |                                 |
| Unincorporated Communities                    |                                   |                                                                                         |                                                                                         |                                 |
| - Amicus - Barnes - Burtonville - Dawsonville | - Dyke - Geer - Lydia - Haneytown | - McMullen - Midway - Newtown - Pirkey                                                  | - Quinque - Saint George - Shady Grove - Simmons Gap                                    | - Upper Pocosin - Williams Fork |